# Jennifer Capriati
Jennifer Marie Capriati, ameriška tenisačica, * 29. marec 1976, New York. ZDA.
Jennifer Capriati je nekdanja številka ena na ženski teniški lestvici in zmagovalka treh posamičnih turnirjev za Grand Slam. Dvakrat je osvojila Odprto prvenstvo Avstralije, v letih 2001 in 2002, obakrat je v finalu premagala Martino Hingis, enkrat pa Odprto prvenstvo Francije, leta 2001, ko je v finalu premagala Kim Clijsters, Na turnirjih za Odprto prvenstvo Anglije in Odprto prvenstvo ZDA se ji je najdlje uspelo prebiti do polfinala, kar ji je uspelo dvakrat oziroma štirikrat. Leta 1992 je osvojila zlato medaljo na olimpijskem turnirju posameznic, ko je v finalu premagala Steffi Graf. V teniškem vrhu je ostala do leta 2004, ko so jo začele pestiti poškodbe ramena in zapestja in je morala končati kariero. Leta 2012 je bila sprejeta v Mednarodni teniški hram slavnih.

## Posamični finali Grand Slamov (3)

### Zmage (3)
| Leto | Turnir                          | Nasprotnica v finalu | Rezultat finala  |
| 2001 | Odprto prvenstvo Avstralije     | Martina Hingis       | 6–4, 6–3         |
| 2001 | Odprto prvenstvo Francije       | Kim Clijsters        | 1–6, 6–4, 12–10  |
| 2002 | Odprto prvenstvo Avstralije (2) | Martina Hingis       | 4–6, 7–6(7), 6–2 |